# Parco nazionale Jostedalsbreen
Il parco nazionale Jostedalsbreen è un parco nazionale della Norvegia, nella contea di Vestland. È stato istituito nel 1991 e occupa una superficie di 1.310 km².